# Narceja-comum

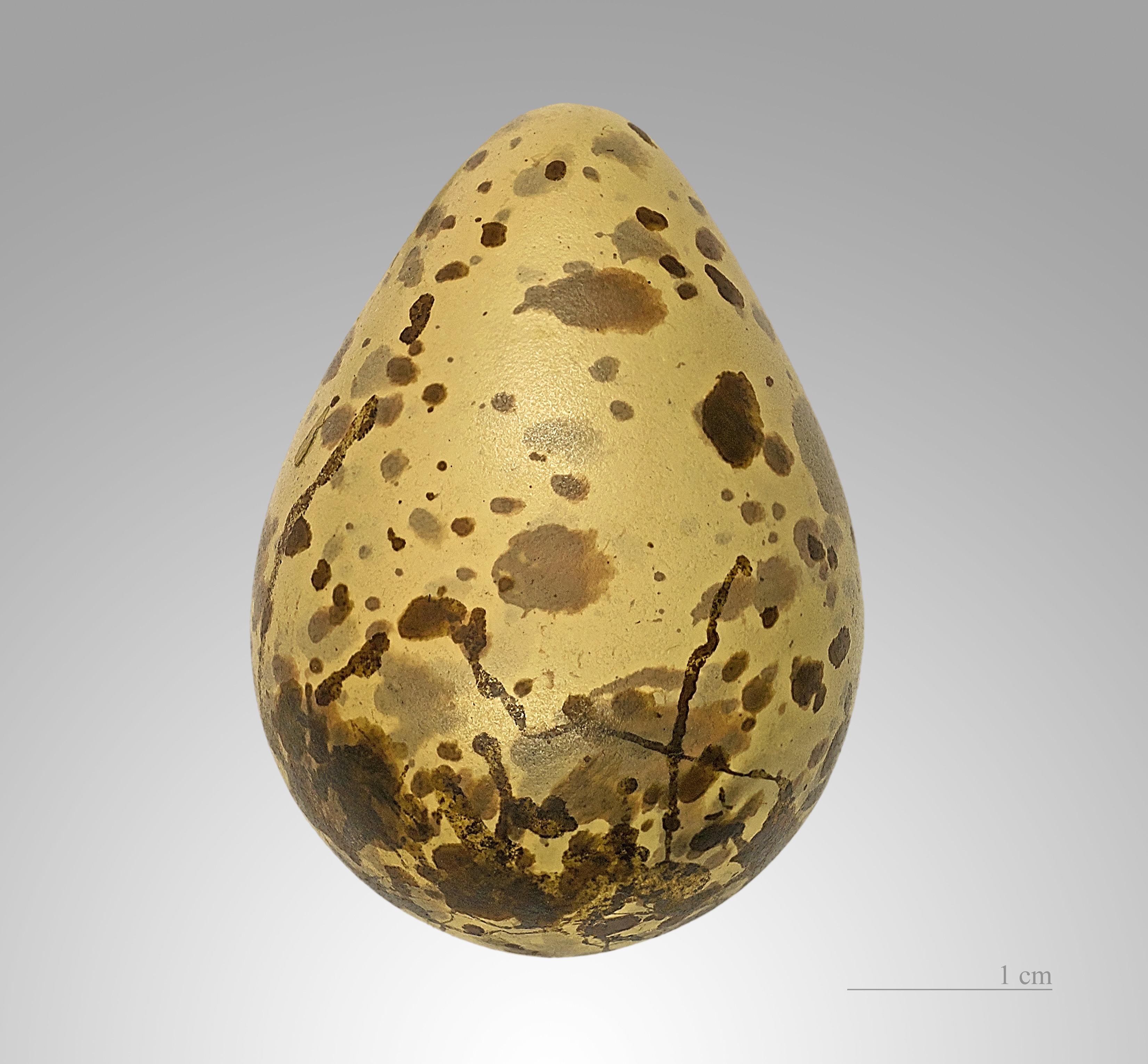
Gallinago gallinago - MHNT

Narceja-comum ou narceja-eurasiática (Gallinago gallinago) é uma ave da família Scolopacidae. Caracteriza-se pelo seu longo bico direito, plumagem castanha com listras claras na cabeça e pelo corpo, patas relativamente curtas e corpo compacto. No seu voo nupcial produz um "tamborilar sonoro" que faz lembrar um motor.
Na Europa, a narceja-comum é especialmente comum nos países do norte da Europa. A população nidificante é particularmente significativa nos seguintes estados:
- Islândia - 180.000-300.000 casais
- Suécia - 100.000-150.000 casais
- Finlândia - 80.000-120.000 casais
- Noruega - 70.000-150.000 casais
- Bielo-Rússia - 70.000-90.000 casais

Calcula-se que a população Europeia total conte entre 630.000 e 1.050.000 casais. Esta população manteve-se estável ao longo das décadas de 1970 e 1980, mas desde então tem vindo a ser constatada uma queda de cerca de 10%, devido em particular ao desaparecimento de zonas húmidas e/ou semi-pantanosas que esta espécie prefere como habitat.
Em Portugal, a narceja é comum como espécie invernante, havendo ainda uma pequena população nidificante no extremo norte do país.

## Subespécies
São reconhecidas 9 subespécies:
- G. g. gallinago - Europa e Ásia (com excepção da Islândia, das Ilhas Feroé, da ilha Orkney e das ilhas Shetland).
- G. g. faeroeensis - Islândia, Ilhas Feroé, ilha Orkney e ilhas Shetland
- G. g. delicata - América do Norte - também chamada narceja-de-wilson e considerada uma espécie distinta por alguns autores
- G. g. paraguaiae, G. g. magellanica, G. g. andina, G. g. innotata - América do Sul
- G. g. nigripennis, G. g. angolensis - África